# Windows CE
Windows CE (también abreviado como WinCE), también llamado Windows Embedded Compact es un sistema operativo desarrollado por Microsoft para sistemas embebidos. Windows CE no debe confundirse con Windows XP Embedded ni Windows Embedded Standard 7, que son sistemas basados en Windows NT; Windows CE está desarrollado independientemente.
La versión actual de Windows Embedded Compact funciona en procesadores Intel x86 y compatibles, además de los tipos MIPS y ARM.
Se puede encontrar en teléfonos inteligentes, computadoras portátiles, Pocket PCs y GPS, Pantallas Multimedia de Automóviles y, sobre todo, en la consola de videojuegos Dreamcast.
El último sistema operativo creado a base de Windows CE fue Windows Phone 7 y sus actualizaciones (7.5 y 7.8)